# Анна Сіскова

Анна Сіскова (чеськ. Anna Sisková) —  чеська тенісистка, донька Катержини Сіскової.

## Фінали турнірів WTA

### Парний розряд: 2 (1 титул)
| Легенда       |
| ------------- |
| Grand Slam    |
| WTA 1000      |
| WTA 500       |
| WTA 250 (1–1) |

| За поверхнею |
| ------------ |
| Хард (1–0)   |
| Грунт (0–1)  |
| Трава (0–0)  |
| Килим (0–0)  |

| Результат | В–П | Дата     | Турнір                        | Статус  | Поверхня | Партнерка     | Супротивниці                       | Рахунок          |
| --------- | --- | -------- | ----------------------------- | ------- | -------- | ------------- | ---------------------------------- | ---------------- |
| Поразка   | 0–1 | Лип 2023 | Budapest Grand Prix, Угорщина | WTA 250 | Грунт    | Джессі Ені    | Катаржина Пітер Фанні Штоллар      | 2–6, 6–4, [4–10] |
| Перемога  | 1–1 | Лют 2025 | Transylvania Open, Румунія    | WTA 250 | Хард (i) | Магалі Кемпен | Жаклін Крістіан Аньєліка Морателлі | 6–3, 6–1         |

## Фінали турнірів WTA Challenger

### Парний розряд: 5 (2 титули)
| Результат | В–П | Дата     | Турнір                              | Поверхня | Партнерка                | Супротивниці                             | Рахунок       |
| --------- | --- | -------- | ----------------------------------- | -------- | ------------------------ | ---------------------------------------- | ------------- |
| Поразка   | 0–1 | Чер 2023 | Makarska International, Хорватія    | Грунт    | Рената Ворацова          | Інгрід Ніл У Фансьєнь                    | 3–6, 5–7      |
| Перемога  | 1–1 | Вер 2023 | Bari Open, Італія                   | Грунт    | Катаржина Кава           | Валентіні Грамматікопулу Еліксан Лешемія | 6–1, 6–2      |
| Поразка   | 1–2 | Вер 2023 | Romanian Ladies Open                | Грунт    | Валентіні Грамматікопулу | Аньєліка Морателлі Камілла Росательйо    | 5–7, 4–6      |
| Перемога  | 2–2 | Кві 2024 | Internacional de la Bisbal, Іспанія | Грунт    | Міріам Колодзєйова       | Тімеа Бабош Гальфі Дальма                | walkover      |
| Поразка   | 2–3 | Чер 2024 | Veneto Open, Італія                 | Трава    | Міріам Колодзєєйова      | Гейлі Баптіст Алісія Паркс               | 6–7(4–7), 2–6 |